# 德皇威廉二世号战列舰
德皇威廉二世号战列舰为德意志帝国海军所建造的五艘德皇腓特烈三世级前无畏战列舰的二号舰。它于1896年10月在威廉港的帝国船厂铺设龙骨，1897年9月14日下水，至1900年2月13日以旗舰身份投入舰队服役。其主炮为安装在两座双联装炮塔内的四门240毫米40倍径速射炮，最高速度为17.5節（32.4每小時）。
德皇威廉二世号在入役后一直担任练习舰队的旗舰，期间多次参与舰队的训练演习和出访外国港口，直至1906年被新战列舰德国号所取代。随着划时代的无畏舰于1908年开始入役，德皇威廉二世号被迫停运并投入预备役。1910年，它曾被重新启用，在波罗的海担当训练舰任务，但于1912年再度撤出现役。1914年8月第一次世界大战爆发后，德皇威廉二世号及其姊妹舰作为岸防舰被动员至第五战列分舰队服役。基于其舰龄、加上船员的短缺，导致它于1915年2月退出了这一职能，之后担任公海舰队的指挥舰，常驻威廉港。当战事于1918年11月结束，德皇威廉二世号正式从海军名录中除籍，并于1920年代初出售拆解。其舰艏饰则被保留了下来，现陈列于德累斯顿的联邦国防军军事史博物馆。

## 设计

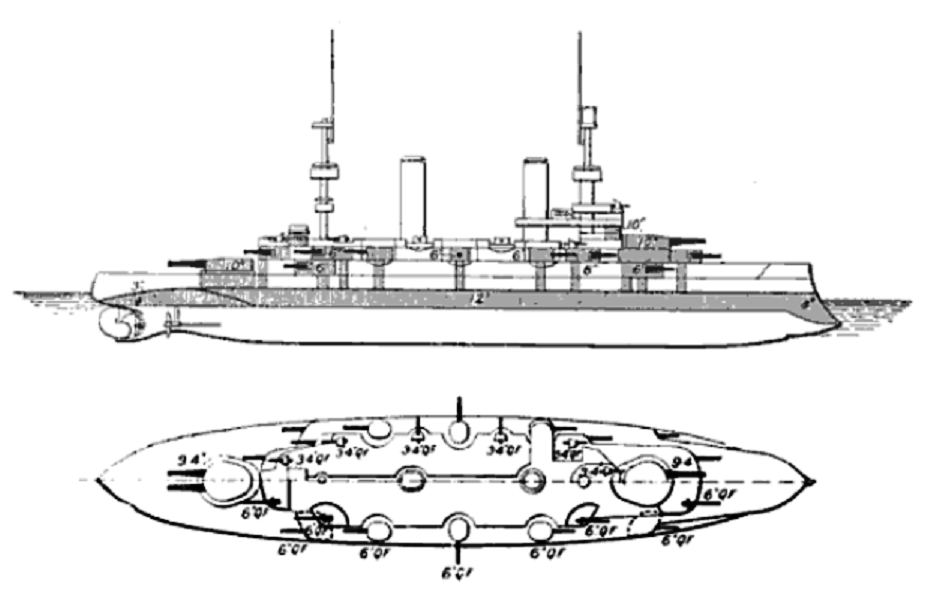
德皇腓特烈三世级线条画

在德意志帝国海军于1889年订购了四艘勃兰登堡级战列舰后，由于受到预算限制、帝国议会反对以及缺乏连贯舰队计划的相结合影响，导致进一步购买战列舰的计划被推迟。随着前国家海军办公室国务大臣列奥·冯·卡普里维于1890年就任德国总理，海军中将弗里德里希·冯·霍尔曼成为新任海军国务大臣。霍尔曼于1892年提请订购一艘新的战列舰，以取代建于二十年前的老式铁甲舰普鲁士号，但前一年缔结的法俄同盟却使得政府将注意力集中在扩大陆军的预算上。议会的反对迫使霍尔曼将计划推迟至第二年，当时卡普里维发表了支持该项目的讲话，指出俄国近期的海军扩张威胁到了德国在波罗的海的海岸线。1893年末，霍尔曼呈递了海军1894－1895年度的预算案，再次要求替换普鲁士号，并获得批准。新舰摒弃了勃兰登堡级的六门火炮布置，取而代之的是四门大口径炮，这是同期其它国家海军的标准配置。作为同级的第二名成员，德皇威廉二世号则被推迟至1896年初，当时帝国议会批准该舰使用1896－1897年度的预算。
德皇威廉二世号的水线长度和全长分别为120.9米和125.3米，舷宽20.4米，有7.89米的前吃水和8.25米的后吃水。舰只所设计的标准排水量为11,097吨，满载排水量则可达11,785吨。其推进是通过三台三缸立式三胀蒸汽机以驱动三副螺旋桨来实现。蒸汽由四台海军式和八台筒形水管式锅炉供应，均为燃煤式，并通过两具高耸的烟囱排放。推进装置的额定功率为9,561千瓦特（12,999匹公制馬力），最高速度达17.5節（32.4每小時）。标准船员编制为39名军官及612名士兵；而在担任舰队旗舰时，则可增加12名军官和51－63名士兵。
德皇威廉二世号的主炮为四门240毫米40倍径速射炮，它们安装在分居中央舰艛一前一后的两座双联装炮塔内。副炮则包括十八门塔装或廓装混合布置的150毫米40倍径速射炮。针对鱼雷艇的近距离防御武器由十二门88毫米30倍径速射炮组成，全部安装在炮廓内。舰只亦搭载有十二门37毫米机关炮，但后来被移除。武器套件中还有六具450毫米鱼雷发射管，其中一具安放在舰艉水上部分的旋转支架上、四具在舷侧的水下部分以及一具在舰艏的水下部分。舰只的装甲带最厚处有300毫米，甲板装甲的厚度为65毫米。司令塔和主炮炮塔装有250毫米厚的的装甲板，副炮炮廓则受到150毫米厚的装甲保护。

## 服役历史

### 建成至1902年
德皇威廉二世号是为替换老旧的铁甲舰腓特烈大帝号而以“腓特烈大帝代舰”（Ersatz Friedrich der Grosse）作为合同代号订购。其龙骨自1896年10月26日开始在威廉港的帝国船厂架设，建造序列为24。舰只于1897年9月14日下水，在下水仪式上，由海军少将海因里希亲王代表其长兄威廉二世皇帝为舰只命名。它于1900年2月13日入列，担任舰队旗舰的职位，直到1906年。德皇威廉二世号是德国海军专门为舰队旗舰而建造的首艘战列舰。在1900年6月完成海试后，它被编入第一分舰队的第二支队，取代了老式铁甲舰巴伐利亚号在支队中的位置以及战列舰腓特烈·威廉选帝侯号在练习舰队（Übungsflotte）中的旗舰地位。
1900年7月上旬，腓特烈·威廉选帝侯号与其它三艘隶属于第一分舰队第一支队的勃兰登堡级战列舰奉命前往东亚海域协助镇压义和团运动。为此，德皇威廉二世号及第二支队的其余舰只于7月8日被转移到第一支队，受海军少将保罗·霍夫曼指挥。8月15日，年度秋季演习开启；舰队最初是在德意志湾进行战术演练，随后以战斗编队巡航穿过卡特加特海峡，至9月21日在波罗的海西部结束。在这些操练期间，德皇威廉二世号均是担任仲裁舰，因此霍夫曼临时将他的将旗转移到其姊妹舰德皇腓特烈三世号舰上。当演习在基尔结束后，他于9月29日重返德皇威廉二世号。

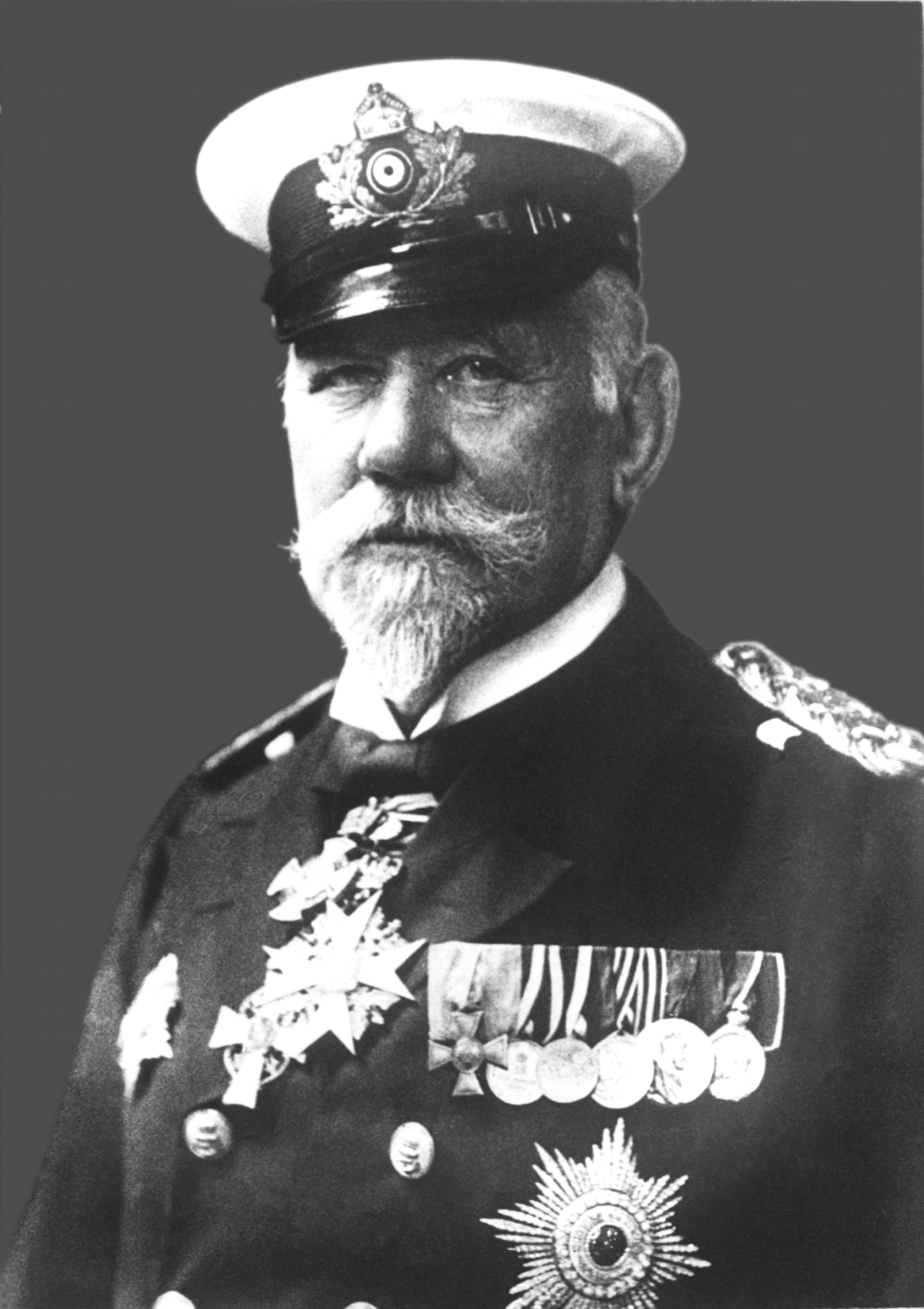
海军上将汉斯·冯·克斯特，在其担任舰队司令期间大多于德皇威廉二世号舰上指挥

1900年11月1日，德皇腓特烈三世号取代德皇威廉二世号成为第一分舰队的旗舰；而后者作为舰队的旗舰，仍出于战术目的被编入分舰队。从12月4日至15日，德皇威廉二世号随第一分舰队前往挪威开展冬季训练巡航；期间这些舰只于12月10日至12日锚泊在拉尔维克。德皇威廉二世于1901年2月驶入旱坞接受大修和一些现代化改造工程。其中包括重建一座更大的舰桥和拆除部分探照灯。在舰只大修期间，海军上将汉斯·冯·克斯特接替霍夫曼成为舰队司令，并一直担任此职务直到1906年末。
1901年3月底，分舰队在波罗的海进行年度例行训练。4月1－2日夜间，德皇腓特烈三世号在阿科纳角以东的阿德勒浅滩严重搁浅，德皇威廉二世号则稍稍触底。经过短暂的检查，确定德皇威廉二世号没有损坏后，时任第一分舰队司令的海因里希亲王遂于4月23日将他的将旗转移至该舰，而德皇腓特烈三世号则进入旱坞接受维修。与此同时，在4月18日，威廉二世皇帝命其儿子 阿达尔贝特亲王跟舰服役。4月27日，第一分舰队在阿彭拉德附近进行了炮击训练和登陆演习。到6月17日，德皇威廉二世号的姊妹舰德皇威廉大帝号已经入役，因此后者接管了分舰队的旗舰职责，而德皇威廉二世号则仅作为舰队旗舰服役。分舰队其后巡航前往西班牙，并停驻在加的斯，与从东亚海域返航的勃兰登堡级战列舰会合。第一分舰队于8月11日返抵基尔，但勃兰登堡级舰只的晚到使得它们推迟了参加年度秋季舰队演习。演习以在德意志湾的训练作为开端，随后对易北河下游的防御工事实施模拟攻击。在舰队驶往但泽湾之前，还在基尔湾进行了射术操练；至但泽湾的演习期间，威廉二世皇帝陪同俄国沙皇尼古拉二世检阅了舰队并登上德皇威廉二世号参观。秋季演习于9月15日结束。德皇威廉二世号和第一分舰队余部于12月开始了前往挪威的常规冬季训练巡航，当中包括从12月7日至12日停留在奥斯陆，并受到挪威国王奧斯卡二世的登舰访问。
1902年1月，德皇威廉二世号驶入威廉港的船坞接受年度检修。3月中旬，威廉二世皇帝携皇后奥古斯塔·维多莉亚登舰，在易北河河口迎接他从美国归来的胞弟海因里希亲王。第一分舰队随后在波罗的海西部进行了一次短途巡航，然后从4月25日至5月28日展开了围绕不列颠群岛的大规模巡航。单舰和分舰队训练从6月持续至8月进行，期间仅在7月被前往挪威的巡航所中断。在这些训练过程中，德皇威廉二世号有三个锅炉的管道发生破裂，但均在8月开始的秋季演习前得到修复。演习在波罗的海启动，至北海的亚德湾通过进行一次海上阅兵而结束。德皇威廉二世号没有积极参加演习，而是作为舰队司令以及舰只得名者——威廉二世皇帝的观察舰使用。定期的冬季训练巡航随后于12月1－12展开。

### 1903－1905年
1903年的第一季度遵循惯常的训练模式。分舰队在波罗的海进行了一次训练巡航，随后从5月7日到6月10日展开西班牙之旅。回到德国后，德皇腓特烈二世号出席了基尔赛船周。7月，它又加入第一分舰队参与去往挪威的年度巡航。秋季演习则包括在北海进行封锁演练，整个舰队首先进入挪威水域，然后于9月初前往基尔，最后对基尔实施模拟攻击。演习于9月12日结束。随着11月23日开始在波罗的海东部进行的一次巡航、以及12月1日开始进入卡特加特海峡的巡航，德皇威廉二世号完成了这一年的训练计划。在后一项巡航期间，该舰曾在丹麦港口腓特烈港停留。

高速航行中的德皇威廉二世号

1904年1月11日至21日，德皇威廉二世号在斯卡格拉克海峡参加了一次演练，之后返回基尔。然后，它于1月23日前往挪威奥勒松协助灭火，以避免火灾摧毁这座以木质结构为主的城市。接下来是3月8－17日的分舰队演练。5月，舰队在北海进行了一次大规模的拉练，而德皇威廉二世号于6月也再次出席基尔赛船周，并在当地受到英国国王爱德华七世、威廉·帕尔默伯爵以及巴滕贝格亲王路德维希的登舰访问。6月，德皇威廉二世号凭借出色的射击成绩而赢得了“凯撒射术奖”（Kaiser's Schießpreis）。接下来的一个月，第一分舰队和第一侦察集群共同出访英国，其中包括7月10日在普利茅斯停留。德国舰群于7月13日启程前往荷兰；翌日，第一分舰队在弗利辛恩抛锚。荷兰女王威廉明娜于此访问了这些舰只。第一分舰队在弗利辛恩停留直至7月20日，然后与舰队余部共同前往北海北部进行巡航。7月29日，该分舰队系泊在挪威的莫尔德，别的部队则分别去往其它港口。
舰队于8月6日重新集结驶回基尔，于8月12日对那里的港口实施模拟攻击。在北海巡航期间，舰队进行了广泛的无线电报试验，并在夜间使用探照灯进行通信和信号识别。回到基尔后，舰队立即开始筹备于8月29日在波罗的海举行的秋季演习。舰队于9月3日移至北海参加一项大型的登陆行动；之后这些舰只将参加演习的第九军的地面部队带到阿尔托纳，以接受威廉二世皇帝的检阅。9月6日，这些军舰在黑尔戈兰岛附近为威廉二世皇帝举行了自己的阅舰式。三天后，舰队经由威廉皇帝运河返回波罗的海，在那里与第九军和近卫军一起参加了进一步的联合登陆演习。演习于9月15日结束。从11月22日至12月2月，第一分舰队继续参加冬季训练巡航，这次是前往波罗的海东部。
德皇威廉二世号随第一分舰队于1905年1月9日至19日和2月27日至3月16日期间参加了两次训练巡航。接着是单舰和分舰队训练，重点是炮术操练。7月12日，舰队开始在北海展开大规模训练演习。舰队随后穿过卡特加特海峡抵达哥本哈根，德皇威廉二世号在那里受到了丹麦国王克里斯蒂安九世的登舰访问。舰队继而在斯德哥尔摩作停留，当时德皇威廉二世号、战列舰勃兰登堡号以及大巡洋舰腓特烈·卡尔号均告搁浅，但只有腓特烈·卡尔号受损严重。夏季巡航于8月9日结束，然而通常在此后不久开始的秋季演习因当月英国海峡舰队的到访而推迟。英国舰队在但泽、斯维内明德和弗伦斯堡停留，在那里受到德国海军部队的迎接；德皇威廉二世号及德国舰队的主力为此也驻泊在斯维内明德。这次访问因受到不断升级的英德海军军备竞赛影响而变得紧张。
由于英方到访，1905年的秋季演习日程被大大缩短——从9月6日至13日止，并仅局限于北海海域。演习的第一阶段是假定对德意志湾进行海上封锁，第二阶段则设想敌方舰队试图攻克易北河的防御力量。10月期间，德皇威廉二世号进行了单舰训练，并于11月加入分舰队余部巡航前往波罗的海。12月上旬，第一和第二分舰队展开定期冬季巡航，这次是去往但泽，并于12月12日抵达。在返回基尔的途中，舰队进行了战术演练。

### 1906－1914年

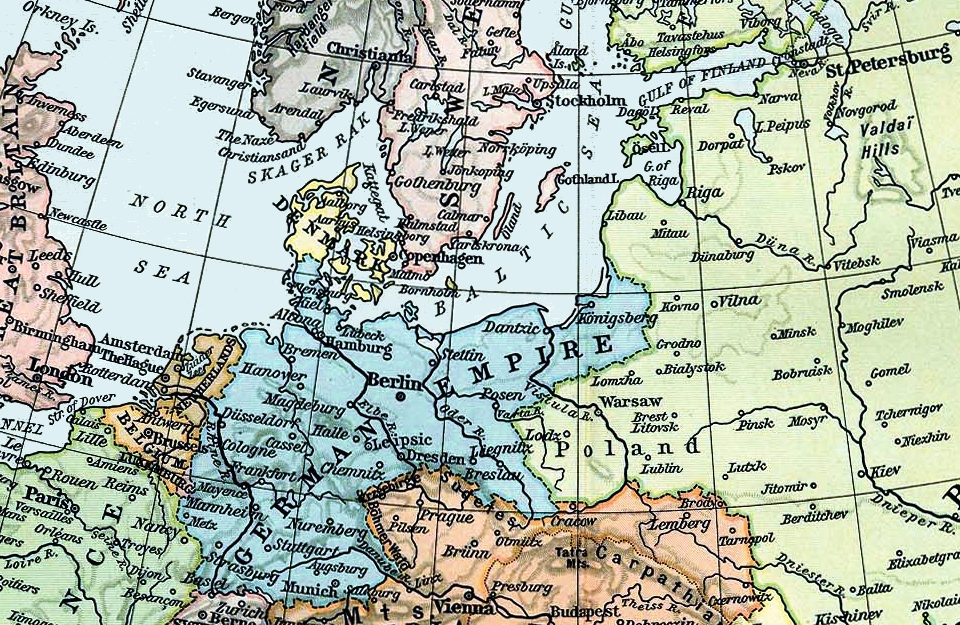
1911年的北海及波罗的海地图

德皇威廉二世号及舰队余部于1906年承担了比往年更繁重的训练计划。整个4月，这些舰只都在从事单舰、支队和分舰队训练。从5月13日开始，大规模的舰队演练在北海举行，并一直持续到6月8日，然后在斯卡恩周边巡航进入波罗的海。7月中旬，舰队又开始了惯常驶往挪威的夏季巡航。德皇威廉二世号随第一分舰队锚泊于莫尔德，并于7月21日在当地与搭乘的汉堡号邮轮而来的威廉二世皇帝会合。舰队于8月3日出席了挪威国王哈康七世的诞辰庆典。翌日，德国舰群出发前往黑尔戈兰岛，参加在那里举行的操练。它们于8月15日返回基尔，开始为秋季演习作准备。8月22－24日，舰队在基尔外围的艾克恩峡湾参加了登陆演习。演习于8月31日至9月3日暂停，当时舰队接待了来自丹麦和瑞典的军舰，然后从9月3日至9日又在基尔接待一支俄国分舰队。演习于9月8日恢复，并持续了多五天。
1906年9月26日，此时已晋升为海军大将的克斯特从德皇威廉二世号上降下自己的将旗，结束了其作为舰队旗舰的任期；新式战列舰德国号取代了它的角色。德皇威廉二世号继而被编入第一分舰队担任副司令旗舰，受海军少将马克斯·罗尔曼指挥。12月8－16日，该舰参加了一次波澜不惊的冬季巡航，去往卡特加特海峡和斯卡格拉克海峡。1907年第一季度遵循了与前一年相同的训练模式，惟在2月16日，舰队正式重组为公海舰队。从5月底到6月初，舰队继续在北海展开夏季巡航，并经卡特加特海峡返回波罗的海。接下来是从7月12日至8月10日驶往挪威的定期巡航，期间德皇威廉二世号曾锚泊在特隆赫姆。在8月26日至9月6日的秋季演习中，舰队与第九军在石勒苏益格北部进行了登陆演习。冬季训练巡航则于11月22－30日进入卡特加特海峡。

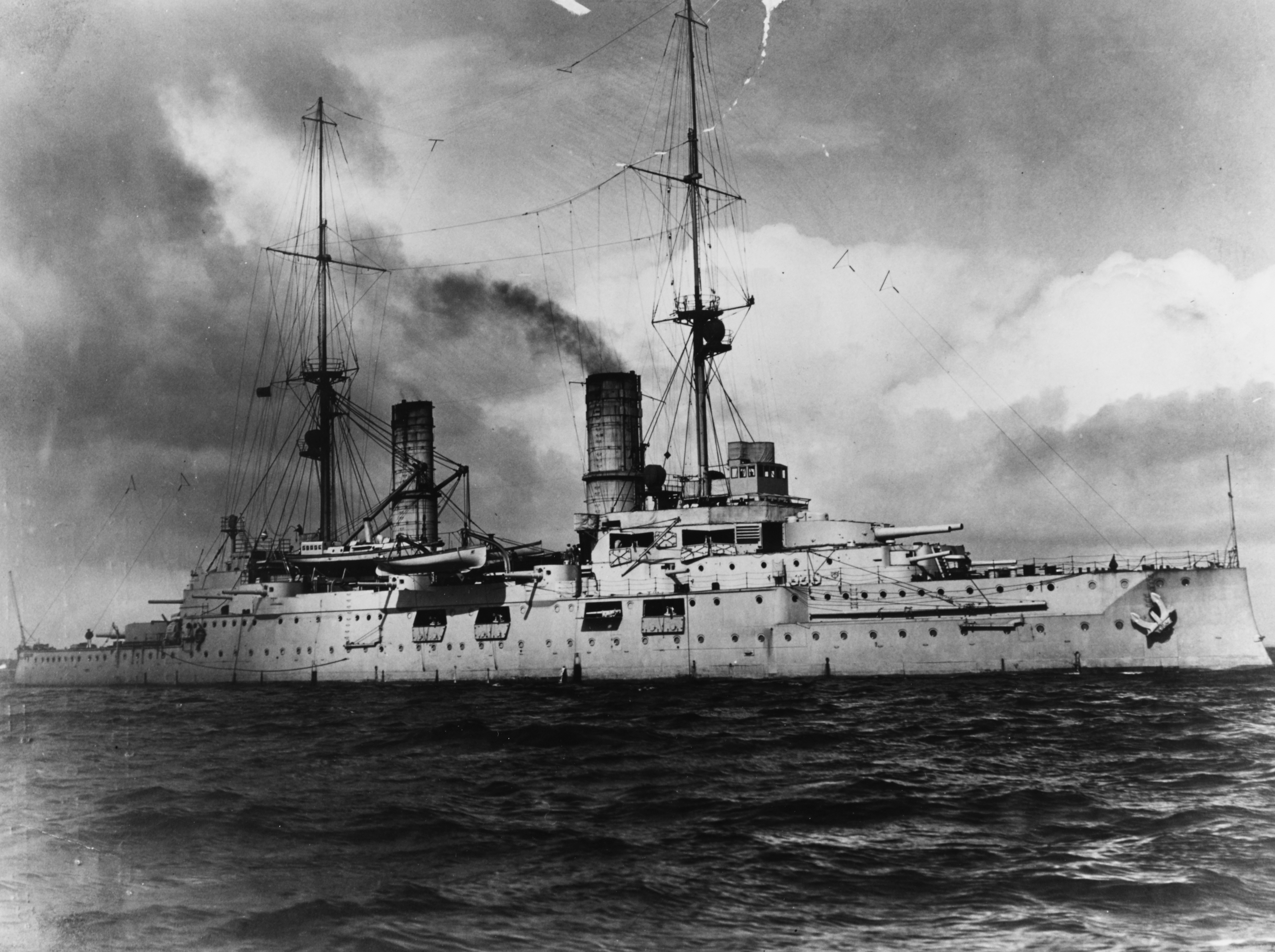
1910年，重建完成后的德皇威廉二世号

1908年5月，舰队以一次深入大西洋的大规模巡航取代了常规的北海之旅，期间德皇威廉二世号在亚速尔群岛的奥尔塔作停留。舰队于8月13日返回基尔，为8月27日至9月7日的秋季演习做准备。在波罗的海的支队训练紧随其后于9月7－13日进行。在这些演习结束后，德皇威廉二世号被停止使用。它于1910－1911年间在威廉港进行了重大重建。内容包括削减舯部的部分舰艛以减轻重心过高，安装了新的圆形烟囱并增大了司令塔。桅杆上的战斗桅楼被移除，而副炮系统也经过了大幅修改。150毫米炮中有四门被移走，但增加了两门88毫米炮；大部分的88毫米从上甲板被移至主甲板的炮廓内。1910年10月14日，德皇威廉二世号在波罗的海预备役支队重新入役。它于10月21－23日进行了短暂的海试后前往基尔，与其四艘姊妹舰共同驻扎在那里。
从1911年4月3日至29日，该舰参加了在吕根岛周边举行的演习。从6月8日开始，德皇威廉二世号及其姊妹舰连同北海预备役支队一起前往挪威进行训练巡航。期间它先后到访了阿伦达尔、卑尔根和奥达。7月，该舰在荷尔斯泰因北部海岸附近进行射术训练，随后在梅克伦堡海岸附近展开训练巡航。在为8月的秋季演习而临时组建的第三分舰队中，德皇威廉二世号成为旗舰。第三分舰队隶属公海舰队参加演习，演习从8月28日持续至9月11日。翌日，第三分舰队解散，德皇威廉二世号返回波罗的海预备役支队服役。1912年2月，该舰被派往费马恩海峡，以协助解救几艘被困冰面的货轮。同年5月9日，德皇威廉二世号及其姊妹舰再度退役，并维持停用状态直至1914年。

### 第一次世界大战
随着第一次世界大战的爆发，德皇威廉二世号及其姊妹舰于1914年8月5日被抽离预备役，并动员至第五战列分舰队；由德皇威廉二世号担任该分舰队旗舰。这些舰只的备战进度十分缓慢，直到8月底才准备好在北海服役。分舰队最初的任务是海岸防御，但它们实际担当此职仅有很短一段时间。9月中旬，第五分舰队被调往波罗的海，受时任波罗的海武装部队总司令的海因里希亲王指挥。后者原本计划对文道发动大规模的两栖攻击，但运输工具的短缺迫使其改变了计划。作为替代，第五分舰队将被用作搭载登陆部队，但当海因里希亲王收到了英国舰队将于9月25日进入波罗的海的错误情报后，这一任务也被取消了。德皇威廉二世号及其姊妹舰遂于翌日返回基尔，让登陆部队在那里上岸。这些舰只随后继续推进至北海，恢复它们在当地的警戒职责。年底前，第五分舰队再次被调往波罗的海。
海因里希亲王下令对哥特兰岛发动进攻。1914年12月26日，这些战列舰在波美拉尼亚湾与波罗的海巡洋支舰队会合，然后启程出击。两天后，部队抵达哥特兰岛宣示主权，并于12月30日回到基尔，期间并未发现任何俄国舰船。分舰队重返北海执行警戒任务，但不久后便于1915年2月撤出前线服役。由于公海舰队受训船员的短缺，加上在战争时期运作老旧舰艇的风险，致使德皇威廉二世号及其姊妹舰不得不停运。在此期间，其姊妹舰德皇卡尔大帝号曾临时担任分舰队旗舰，但德皇威廉二世号于2月24日重新恢复此职。接下来的一个月，该舰于3月5日裁减了船员编制并驶至威廉港，在那里它被改装成公海舰队司令的总部舰，自4月26日开始服役。德皇威廉二世号的无线电设备进行了现代化更新，以便舰队驻港时可供指挥官使用。
战争结束后，德皇威廉二世号继续担任舰队司令及其参谋、以及北海扫雷行动指挥官的总部舰。它于1920年9月10日最后一次退役。根据结束战争的《凡尔赛条约》海军条款规定，经过重组的国家海军的主力舰规模限制为八艘德国级和不伦瑞克级前无畏舰，其中仅六艘可以任何给定时间内运用。结果，德皇威廉二世号于1921年3月17日正式从海军名录中除籍，并售予拆船商。至1922年，德皇威廉二世号及其姊妹舰均已被拆解为废金属。它的舰艏饰则被保留了下来，现陈列于德累斯顿的联邦国防军军事史博物馆。

### 引用
1. ↑  现代舰船杂志社，第30頁.
2. ↑  Sondhaus，第180–189, 216頁.
3. 1 2 3  Gröner，第15頁.
4. ↑  Grießmer，第177頁.
5. ↑  Gröner，第56頁.
6. 1 2 3 4  Hildebrand, Röhr, & Steinmetz，第41頁.
7. 1 2  Gröner，第16頁.
8. ↑  Lyon，第247頁.
9. ↑  Hildebrand, Röhr, & Steinmetz，第42–43頁.
10. 1 2  Hildebrand, Röhr, & Steinmetz，第44頁.
11. ↑  Gröner，第14–15頁.
12. ↑  Hildebrand, Röhr, & Steinmetz，第45頁.
13. 1 2  Hildebrand, Röhr, & Steinmetz，第44–47頁.
14. 1 2  Hildebrand, Röhr, & Steinmetz，第48頁.
15. ↑  Hildebrand, Röhr, & Steinmetz，第49頁.
16. ↑  Hildebrand, Röhr, & Steinmetz，第51頁.
17. ↑  Hildebrand, Röhr, & Steinmetz，第51–52頁.
18. ↑  Hildebrand, Röhr, & Steinmetz，第52頁.
19. ↑  Hildebrand, Röhr, & Steinmetz，第54頁.
20. ↑  Hildebrand, Röhr, & Steinmetz，第54–55頁.
21. ↑  Campbell & Sieche，第134頁.
22. ↑  Hildebrand, Röhr, & Steinmetz，第55頁.
23. 1 2  Hildebrand, Röhr, & Steinmetz，第58頁.
24. ↑  Hildebrand, Röhr, & Steinmetz，第59頁.
25. 1 2  Hildebrand, Röhr, & Steinmetz，第60頁.
26. ↑  Hildebrand, Röhr, & Steinmetz，第60–61頁.
27. 1 2 3 4  Hildebrand, Röhr, & Steinmetz，第62頁.
28. ↑  Gröner，第14–16頁.
29. ↑  Hildebrand, Röhr, & Steinmetz，第61頁.
30. ↑  Campbell & Sieche，第141頁.
31. ↑  Hildebrand, Röhr, & Steinmetz，第62–63頁.
32. 1 2  Hildebrand, Röhr, & Steinmetz，第63頁.
33. ↑  Philbin，第48頁.
34. ↑  Hildebrand, Röhr, & Steinmetz，第64頁.